# Kleistpark we Frankfurcie nad Odrą
Kleistpark we Frankfurcie nad Odrą – jeden z parków miejskich we Frankfurcie nad Odrą. Obejmuje ok. 6 ha powierzchni.
Został urządzony w 1953 na części dawnego cmentarza z 1802. Do dziś w parku znajduje się wiele okazałych tablic nagrobnych i pomników, m.in. Carla Wilhelma Wiecke, Wilhelma Saurera i Ernsta Thälmanna.

## Galeria

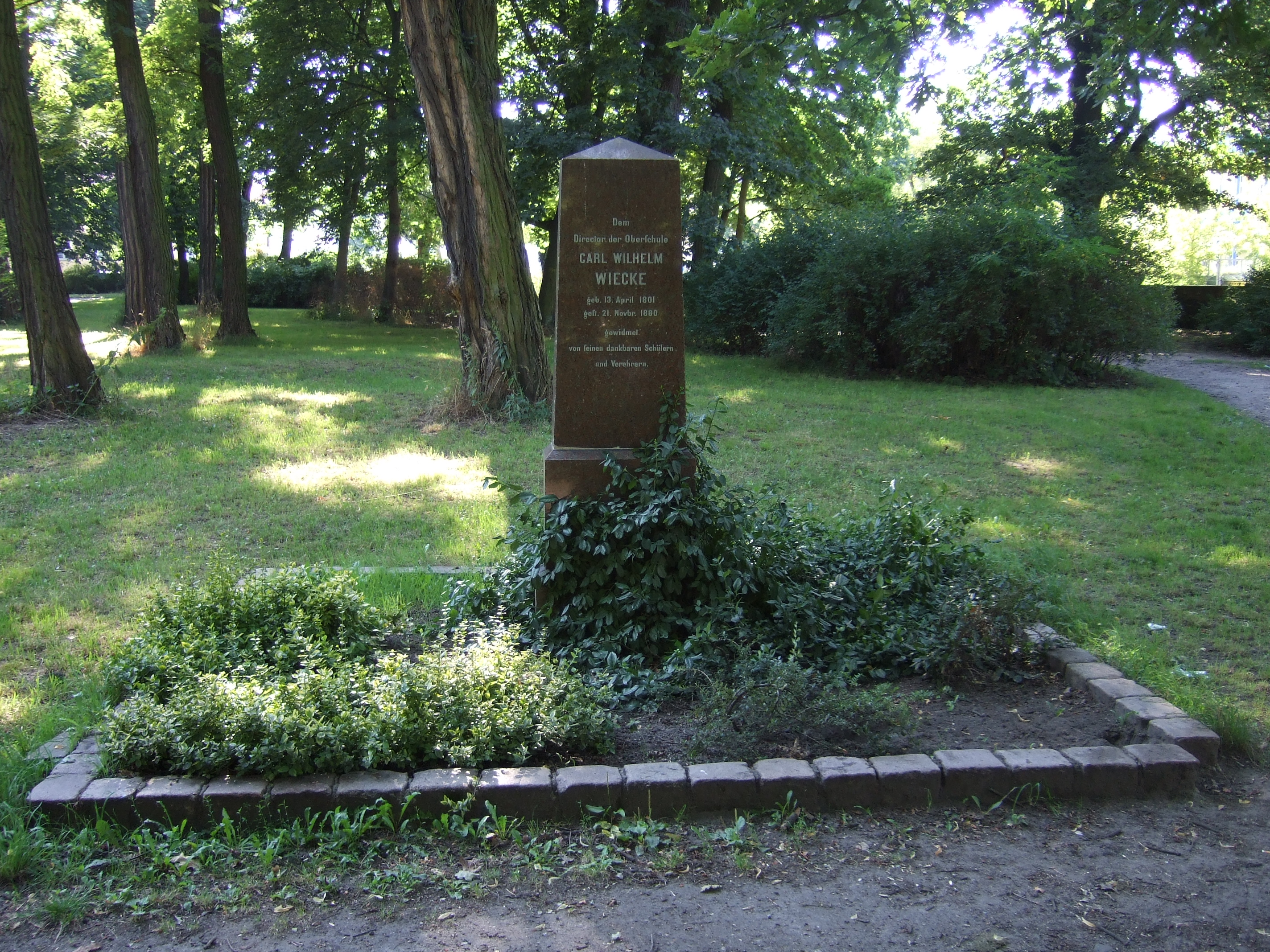
Carl Wilhelm Wiecke (1801-1880)
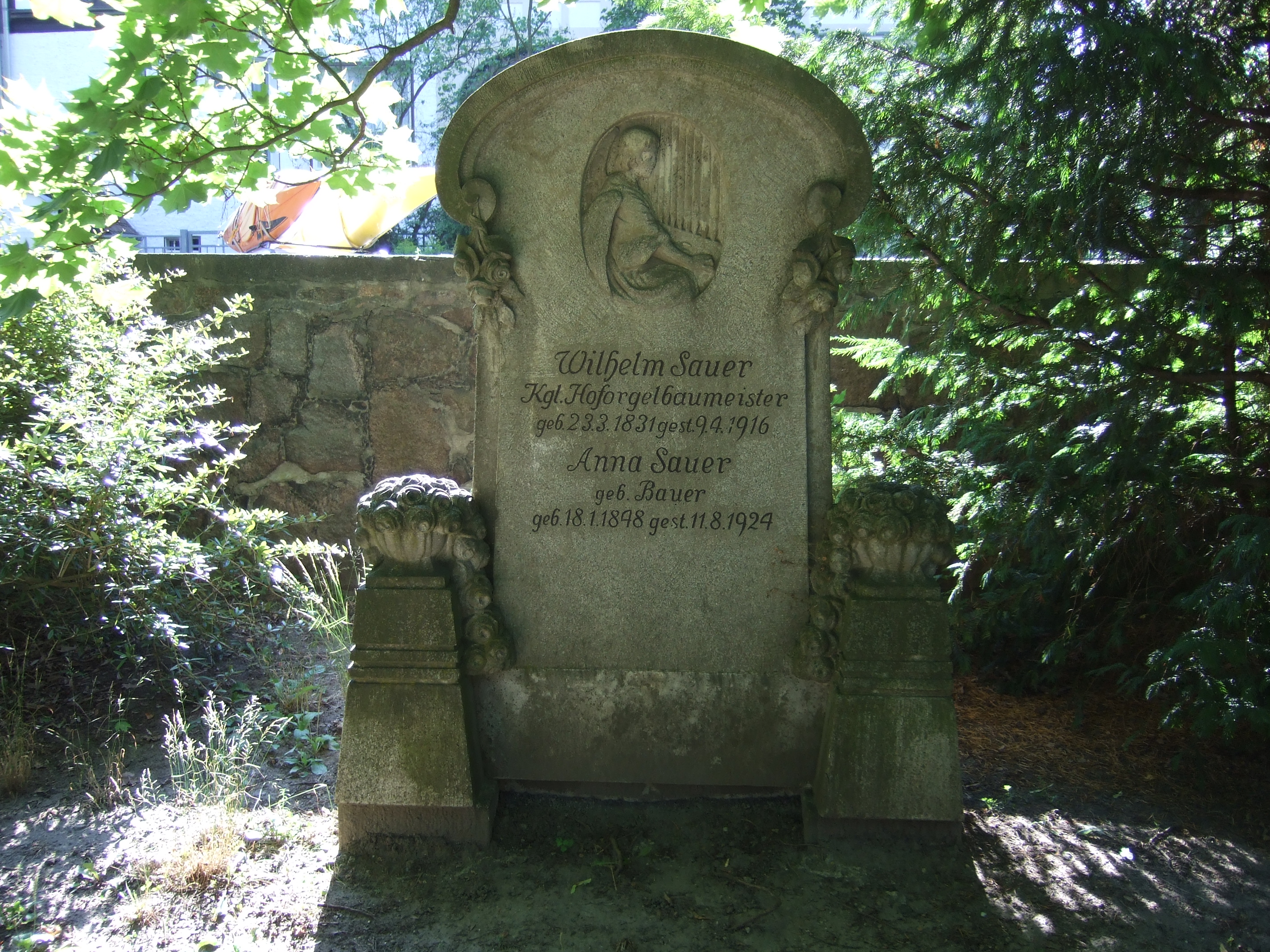
Wilhelm Sauer (1831-1916)
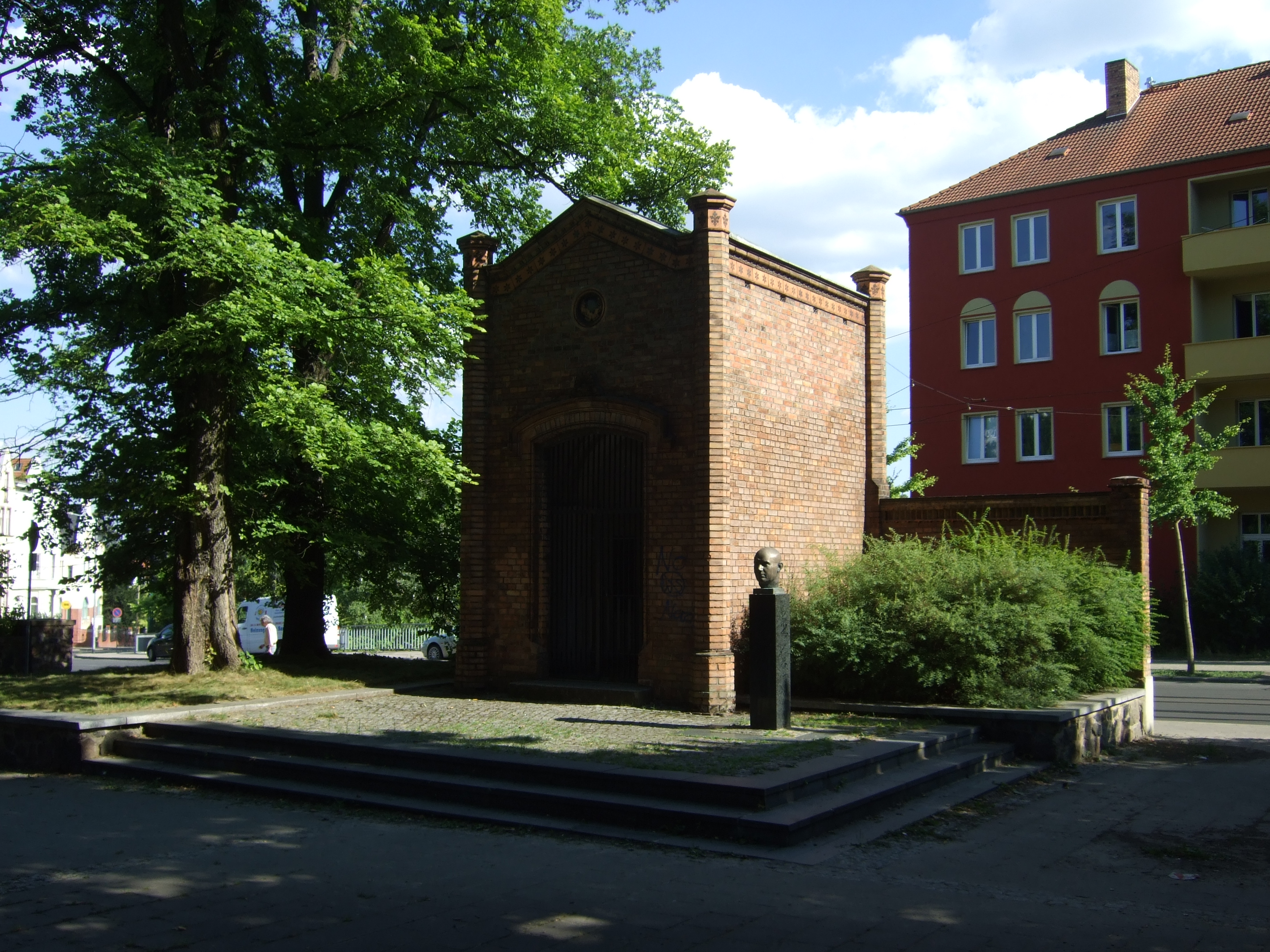
Ernst Thälmann (1886-1944)